# Karen Villeda
Karen Villeda (Tlaxcala, México, 4 de julio de 1985) es una escritora mexicana. Ha formado parte del Programa Internacional de Escritura de la Universidad de Iowa, en donde también fue Encargada de Difusión y Participación en 2015. Colabora habitualmente en Letras Libres y Nexos. Fue editora titular de Este País. Estuvo al frente de la Coordinación Nacional de Literatura del Instituto Nacional de Bellas Artes y Literatura. Actualmente es Secretaria de Cultura del Estado de Tlaxcala.  

## Biografía

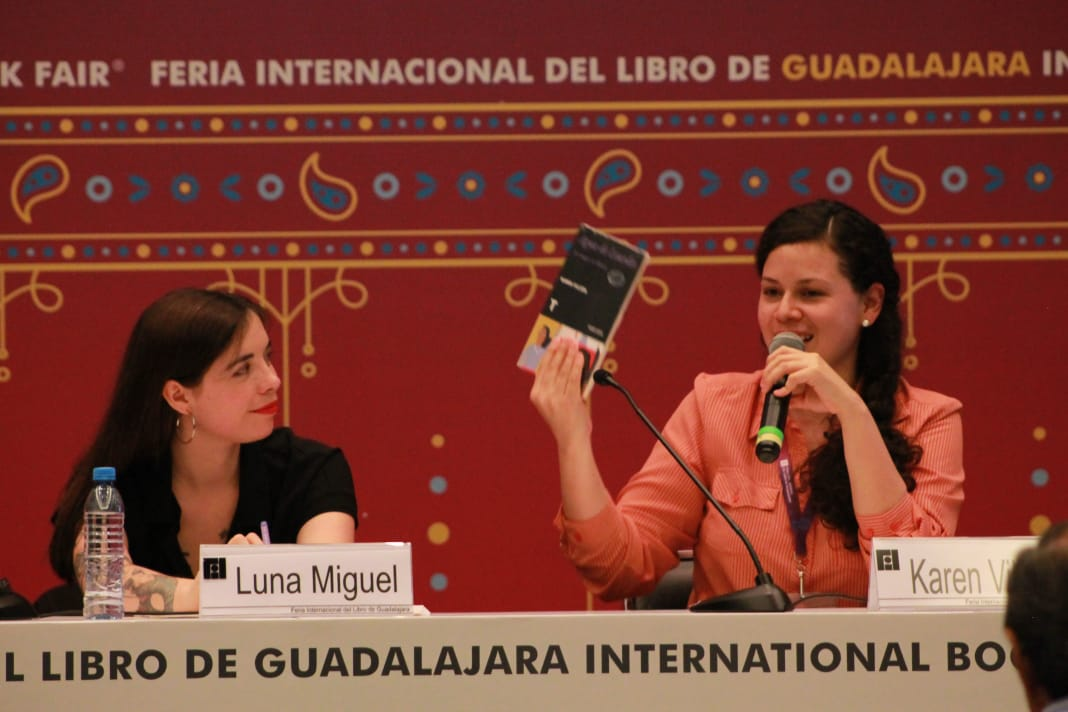
Karen Villeda y Luna Miguel en la Feria Internacional del Libro de Guadalajara (México), 2019.

Su escritura ha sido definida por Elsa Cross como "una poética propia, muy original, y al mismo tiempo acorde con la poesía que se empieza a perfilar en este siglo. No es una poesía que pueda encerrarse ni en una definición ni en una corriente, porque tiene una multiplicidad de expresiones cuyo rumbo sería imposible tratar de precisar ahora (...) la búsqueda poética de Karen Villeda va acompañada de inteligencia y sensibilidad".
Publicó sus primeros poemas a los 17 años. Con Dodo, su tercer libro ampliamente valorado por la crítica, obtuvo el Premio Nacional de Poesía Joven "Elías Nandino", que es el reconocimiento más importante para poetas menores de 30 años en México. Varios poemas suyos han sido traducidos al alemán, árabe, francés, inglés y al portugués. Ha tenido becas y apoyos de parte de Ragdale Foundation,  Fundación Gabo, FONCA, Open Society Foundations, Hivos y Pollock-Krasner Foundation.  
Parte de la obra de  Villeda forma parte de la colección Archive of Hispanic Literature on Tape de la Biblioteca del Congreso de Estados Unidos (2015).
Villeda es una de las primeras mujeres mexicanas en hacer poesía virtual y net.art: LABO  Archivado el 27 de marzo de 2018 en Wayback Machine.. Parte de su obra digital aparece en el tercer volumen de Electronic Literature Collection del Instituto Tecnológico de Massachusetts. El crítico Luis Alberto Pérez Amezcua de la Universidad de Guadalajara apunta que: "Villeda es una escritora a quien es imposible definir. Esta imposibilidad es desde luego feliz. Villeda no es una profesional de la escritura a quien podamos llamar “poeta” o “ensayista”, aunque haya ganado premios de poesía y de ensayo. No, la tendencia al encasillamiento se topa con ella, con el muro de la sorpresa. Se trata quizá, y sobre todo, de una personalidad básicamente artística, una presencia que se vincula poderosa e íntimamente con su entorno y que considera a la escritura como una revelación y como una conjura de ese mismo entorno, y todo ello al mismo tiempo, como en capas que se superponen conforme se muestra con cada segmento de la arquitectura de su estilo."

## Premios y distinciones
- Premio Nacional de Poesía “Ignacio Manuel Altamirano” 2020.
- Premio Nacional de Literatura "Gilberto Owen" 2018.
- Premio Bellas Artes de Ensayo Literario “José Revueltas” 2017.
- Premio Nacional de Poesía “Clemencia Isaura” 2016.
- Premio Bellas Artes de Cuento Infantil Juan de la Cabada, 2014.
- Premio de la Juventud del Distrito Federal, 2014.
- Premio de Ensayo de Tlaxcala, 2014.
- Premio Nacional de Ensayo Joven Octavio Paz, 2014.
- Premio Nacional de Poesía Joven "Elías Nandino", 2013.
- Cuarto Concurso de Cuentos Infantiles “Ciencia y Tecnología para los niños y las niñas de la Ciudad de México.
- Primer premio de poesía en el Concurso 39° de la revista Punto de partida de la Universidad Nacional Autónoma de México (UNAM), 2008.
- Premio del Milenio Mundial de la Universidad de las Naciones Unidas (UNU), 2007-2008
- V Premio de Poesía Dolores Castro, 2007
- Primer lugar en el área de ensayo del VI Concurso de Tesis, Ensayo y Cuento del Instituto Electoral del Distrito Federal (IEDF), 2006.
- IV Premio Nacional de poesía para niños Narciso Mendoza, 2005
- Premio de Ensayo literario sobre José Emilio Pacheco del Tecnológico de Monterrey, 2005

## Publicaciones
Poesía
- Teoría de cuerdas (2023: Vaso Roto: Madrid)
- Anna y Hans (2021: Fondo de Cultura Económica: Ciudad de México)
- Constantinopla (2013: Posdata Ediciones: Monterrey)
- Dodo (2013: Fondo Editorial Tierra Adentro del Consejo Nacional para la Cultura y las Artes (CONACULTA): Ciudad de México)
- Babia (2011: Ediciones de Punto de Partida de la Universidad Nacional Autónoma de México (UNAM): Ciudad de México.)
- Tesauro (2010: Fondo Editorial Tierra Adentro del Consejo Nacional para la Cultura y las Artes (CONACULTA): Ciudad de México)

Ensayo
- Agua de Lourdes (2019: Turner).
- Visegrado (2018: Almadía-Instituto Nacional de Bellas Artes y Literatura).
- Tres (2016: Cuadrivio Ediciones).

Literatura Infantil
- Mi vida con las piedras (2022: Fondo de Cultura Económica: Ciudad de México)
- Pelambres (2015: Pearson: Hispanoamérica)
- Cuadrado de Cabeza. El mejor detective del mundo (o eso cree él) (2015: Edebé: México)

Poesía digital
- Poetuitéame: https://web.archive.org/web/20141017120843/http://www.tierraadentro.conaculta.gob.mx/poetuiteame/.

Traducciones
- Lamia de John Keats (2014: Consejo Nacional para la Cultura y las Artes (Conaculta) y Universidad Autónoma de Nuevo León (UANL): México, D.F. y Monterrey).